# Río Mulaute
Der Río Mulaute ist ein etwa 58 km langer linker Nebenfluss des Río Blanco im Nordwesten von Ecuador.

## Flusslauf
Der Río Mulaute entspringt in den westlichen Ausläufern der Cordillera Occidental, 35 km westlich von Quito. Das Quellgebiet liegt auf einer Höhe von etwa 1850 m in der Provinz Santo Domingo de los Tsáchilas. Der Río Mulaute fließt anfangs in überwiegend nordwestlicher Richtung durch das Hügelland. Bei Flusskilometer 25 mündet der Río Cocaniguas rechtsseitig in den Río Mulaute. Dieser wendet sich nun nach Westen und bildet fortan die Grenze zur weiter nördlich gelegenen Provinz Pichincha. Bei Flusskilometer 23 kreuzt die Fernstraße E25 (Santo Domingo de los Colorados–San Miguel de los Bancos) den Flusslauf. Bei Flusskilometer 6 passiert der Fluss die Siedlung Santa Rosa del Mulaute, bevor er schließlich 17 km nördlich von Santo Domingo de los Colorados in den Río Blanco mündet.

## Einzugsgebiet
Der Río Mulaute entwässert ein Areal von schätzungsweise 520 km² an der Westflanke der Cordillera Occidental und dem westlich vorgelagerten Küstentiefland. Das Einzugsgebiet grenzt im Norden an das des Río Blanco, im Osten an das des Río Saloya sowie im Süden an das des Río Memé.